# Alberto Batori
Alberto Batori (Viareggio, 26 febbraio 1884 – Viareggio, 5 novembre 1923) è stato uno scacchista e compositore di scacchi italiano.

## Biografia
Figlio di un marinaio, fece esperienze di navigazione ma le abbandonò ben presto. Iniziò la sua carriera come problemista, vincendo diversi premi. Fece parte dell'associazione problemistica Good Companion, fondata da Alain Campbell White. Con il marchese Stefano Rosselli del Turco fondò nel 1911 la rivista L'Italia Scacchistica, occupandosi della sezione problemistica. Nel 1916 assunse la direzione della rivista, rilevando lo stesso Rosselli, e la tenne fino alla morte.
Come giocatore giunse 4º nella sezione dilettanti del torneo di Roma del 1911, ma solo un anno dopo vinse il torneo magistrale di Viareggio davanti a Rosselli e Cenni. Fu 4º nel torneo di Bologna 1913, 5º a Milano nel 1916 e 6º ancora a Milano nel 1919. Nel primo campionato italiano di Viareggio 1921 fu terzultimo (vinse Davide Marotti)
Due suoi problemi:
|   | a | b | c | d | e | f | g | h |   |
| 8 | e8 torre del bianco · f8 re del bianco · g8 cavallo del bianco · b7 pedone del nero · d7 pedone del nero · f7 pedone del bianco · g7 pedone del nero · a6 donna del nero · h6 pedone del nero · a5 pedone del nero · c5 torre del nero · f5 re del nero · h5 pedone del bianco · a4 pedone del bianco · d4 pedone del bianco · e4 cavallo del bianco · g4 torre del bianco · h4 alfiere del nero · c3 pedone del nero · g3 pedone del nero · h3 pedone del bianco · a2 donna del bianco · c2 pedone del bianco · g2 pedone del bianco | e8 torre del bianco · f8 re del bianco · g8 cavallo del bianco · b7 pedone del nero · d7 pedone del nero · f7 pedone del bianco · g7 pedone del nero · a6 donna del nero · h6 pedone del nero · a5 pedone del nero · c5 torre del nero · f5 re del nero · h5 pedone del bianco · a4 pedone del bianco · d4 pedone del bianco · e4 cavallo del bianco · g4 torre del bianco · h4 alfiere del nero · c3 pedone del nero · g3 pedone del nero · h3 pedone del bianco · a2 donna del bianco · c2 pedone del bianco · g2 pedone del bianco | e8 torre del bianco · f8 re del bianco · g8 cavallo del bianco · b7 pedone del nero · d7 pedone del nero · f7 pedone del bianco · g7 pedone del nero · a6 donna del nero · h6 pedone del nero · a5 pedone del nero · c5 torre del nero · f5 re del nero · h5 pedone del bianco · a4 pedone del bianco · d4 pedone del bianco · e4 cavallo del bianco · g4 torre del bianco · h4 alfiere del nero · c3 pedone del nero · g3 pedone del nero · h3 pedone del bianco · a2 donna del bianco · c2 pedone del bianco · g2 pedone del bianco | e8 torre del bianco · f8 re del bianco · g8 cavallo del bianco · b7 pedone del nero · d7 pedone del nero · f7 pedone del bianco · g7 pedone del nero · a6 donna del nero · h6 pedone del nero · a5 pedone del nero · c5 torre del nero · f5 re del nero · h5 pedone del bianco · a4 pedone del bianco · d4 pedone del bianco · e4 cavallo del bianco · g4 torre del bianco · h4 alfiere del nero · c3 pedone del nero · g3 pedone del nero · h3 pedone del bianco · a2 donna del bianco · c2 pedone del bianco · g2 pedone del bianco | e8 torre del bianco · f8 re del bianco · g8 cavallo del bianco · b7 pedone del nero · d7 pedone del nero · f7 pedone del bianco · g7 pedone del nero · a6 donna del nero · h6 pedone del nero · a5 pedone del nero · c5 torre del nero · f5 re del nero · h5 pedone del bianco · a4 pedone del bianco · d4 pedone del bianco · e4 cavallo del bianco · g4 torre del bianco · h4 alfiere del nero · c3 pedone del nero · g3 pedone del nero · h3 pedone del bianco · a2 donna del bianco · c2 pedone del bianco · g2 pedone del bianco | e8 torre del bianco · f8 re del bianco · g8 cavallo del bianco · b7 pedone del nero · d7 pedone del nero · f7 pedone del bianco · g7 pedone del nero · a6 donna del nero · h6 pedone del nero · a5 pedone del nero · c5 torre del nero · f5 re del nero · h5 pedone del bianco · a4 pedone del bianco · d4 pedone del bianco · e4 cavallo del bianco · g4 torre del bianco · h4 alfiere del nero · c3 pedone del nero · g3 pedone del nero · h3 pedone del bianco · a2 donna del bianco · c2 pedone del bianco · g2 pedone del bianco | e8 torre del bianco · f8 re del bianco · g8 cavallo del bianco · b7 pedone del nero · d7 pedone del nero · f7 pedone del bianco · g7 pedone del nero · a6 donna del nero · h6 pedone del nero · a5 pedone del nero · c5 torre del nero · f5 re del nero · h5 pedone del bianco · a4 pedone del bianco · d4 pedone del bianco · e4 cavallo del bianco · g4 torre del bianco · h4 alfiere del nero · c3 pedone del nero · g3 pedone del nero · h3 pedone del bianco · a2 donna del bianco · c2 pedone del bianco · g2 pedone del bianco | e8 torre del bianco · f8 re del bianco · g8 cavallo del bianco · b7 pedone del nero · d7 pedone del nero · f7 pedone del bianco · g7 pedone del nero · a6 donna del nero · h6 pedone del nero · a5 pedone del nero · c5 torre del nero · f5 re del nero · h5 pedone del bianco · a4 pedone del bianco · d4 pedone del bianco · e4 cavallo del bianco · g4 torre del bianco · h4 alfiere del nero · c3 pedone del nero · g3 pedone del nero · h3 pedone del bianco · a2 donna del bianco · c2 pedone del bianco · g2 pedone del bianco | 8 |
| 7 | e8 torre del bianco · f8 re del bianco · g8 cavallo del bianco · b7 pedone del nero · d7 pedone del nero · f7 pedone del bianco · g7 pedone del nero · a6 donna del nero · h6 pedone del nero · a5 pedone del nero · c5 torre del nero · f5 re del nero · h5 pedone del bianco · a4 pedone del bianco · d4 pedone del bianco · e4 cavallo del bianco · g4 torre del bianco · h4 alfiere del nero · c3 pedone del nero · g3 pedone del nero · h3 pedone del bianco · a2 donna del bianco · c2 pedone del bianco · g2 pedone del bianco | e8 torre del bianco · f8 re del bianco · g8 cavallo del bianco · b7 pedone del nero · d7 pedone del nero · f7 pedone del bianco · g7 pedone del nero · a6 donna del nero · h6 pedone del nero · a5 pedone del nero · c5 torre del nero · f5 re del nero · h5 pedone del bianco · a4 pedone del bianco · d4 pedone del bianco · e4 cavallo del bianco · g4 torre del bianco · h4 alfiere del nero · c3 pedone del nero · g3 pedone del nero · h3 pedone del bianco · a2 donna del bianco · c2 pedone del bianco · g2 pedone del bianco | e8 torre del bianco · f8 re del bianco · g8 cavallo del bianco · b7 pedone del nero · d7 pedone del nero · f7 pedone del bianco · g7 pedone del nero · a6 donna del nero · h6 pedone del nero · a5 pedone del nero · c5 torre del nero · f5 re del nero · h5 pedone del bianco · a4 pedone del bianco · d4 pedone del bianco · e4 cavallo del bianco · g4 torre del bianco · h4 alfiere del nero · c3 pedone del nero · g3 pedone del nero · h3 pedone del bianco · a2 donna del bianco · c2 pedone del bianco · g2 pedone del bianco | e8 torre del bianco · f8 re del bianco · g8 cavallo del bianco · b7 pedone del nero · d7 pedone del nero · f7 pedone del bianco · g7 pedone del nero · a6 donna del nero · h6 pedone del nero · a5 pedone del nero · c5 torre del nero · f5 re del nero · h5 pedone del bianco · a4 pedone del bianco · d4 pedone del bianco · e4 cavallo del bianco · g4 torre del bianco · h4 alfiere del nero · c3 pedone del nero · g3 pedone del nero · h3 pedone del bianco · a2 donna del bianco · c2 pedone del bianco · g2 pedone del bianco | e8 torre del bianco · f8 re del bianco · g8 cavallo del bianco · b7 pedone del nero · d7 pedone del nero · f7 pedone del bianco · g7 pedone del nero · a6 donna del nero · h6 pedone del nero · a5 pedone del nero · c5 torre del nero · f5 re del nero · h5 pedone del bianco · a4 pedone del bianco · d4 pedone del bianco · e4 cavallo del bianco · g4 torre del bianco · h4 alfiere del nero · c3 pedone del nero · g3 pedone del nero · h3 pedone del bianco · a2 donna del bianco · c2 pedone del bianco · g2 pedone del bianco | e8 torre del bianco · f8 re del bianco · g8 cavallo del bianco · b7 pedone del nero · d7 pedone del nero · f7 pedone del bianco · g7 pedone del nero · a6 donna del nero · h6 pedone del nero · a5 pedone del nero · c5 torre del nero · f5 re del nero · h5 pedone del bianco · a4 pedone del bianco · d4 pedone del bianco · e4 cavallo del bianco · g4 torre del bianco · h4 alfiere del nero · c3 pedone del nero · g3 pedone del nero · h3 pedone del bianco · a2 donna del bianco · c2 pedone del bianco · g2 pedone del bianco | e8 torre del bianco · f8 re del bianco · g8 cavallo del bianco · b7 pedone del nero · d7 pedone del nero · f7 pedone del bianco · g7 pedone del nero · a6 donna del nero · h6 pedone del nero · a5 pedone del nero · c5 torre del nero · f5 re del nero · h5 pedone del bianco · a4 pedone del bianco · d4 pedone del bianco · e4 cavallo del bianco · g4 torre del bianco · h4 alfiere del nero · c3 pedone del nero · g3 pedone del nero · h3 pedone del bianco · a2 donna del bianco · c2 pedone del bianco · g2 pedone del bianco | e8 torre del bianco · f8 re del bianco · g8 cavallo del bianco · b7 pedone del nero · d7 pedone del nero · f7 pedone del bianco · g7 pedone del nero · a6 donna del nero · h6 pedone del nero · a5 pedone del nero · c5 torre del nero · f5 re del nero · h5 pedone del bianco · a4 pedone del bianco · d4 pedone del bianco · e4 cavallo del bianco · g4 torre del bianco · h4 alfiere del nero · c3 pedone del nero · g3 pedone del nero · h3 pedone del bianco · a2 donna del bianco · c2 pedone del bianco · g2 pedone del bianco | 7 |
| 6 | e8 torre del bianco · f8 re del bianco · g8 cavallo del bianco · b7 pedone del nero · d7 pedone del nero · f7 pedone del bianco · g7 pedone del nero · a6 donna del nero · h6 pedone del nero · a5 pedone del nero · c5 torre del nero · f5 re del nero · h5 pedone del bianco · a4 pedone del bianco · d4 pedone del bianco · e4 cavallo del bianco · g4 torre del bianco · h4 alfiere del nero · c3 pedone del nero · g3 pedone del nero · h3 pedone del bianco · a2 donna del bianco · c2 pedone del bianco · g2 pedone del bianco | e8 torre del bianco · f8 re del bianco · g8 cavallo del bianco · b7 pedone del nero · d7 pedone del nero · f7 pedone del bianco · g7 pedone del nero · a6 donna del nero · h6 pedone del nero · a5 pedone del nero · c5 torre del nero · f5 re del nero · h5 pedone del bianco · a4 pedone del bianco · d4 pedone del bianco · e4 cavallo del bianco · g4 torre del bianco · h4 alfiere del nero · c3 pedone del nero · g3 pedone del nero · h3 pedone del bianco · a2 donna del bianco · c2 pedone del bianco · g2 pedone del bianco | e8 torre del bianco · f8 re del bianco · g8 cavallo del bianco · b7 pedone del nero · d7 pedone del nero · f7 pedone del bianco · g7 pedone del nero · a6 donna del nero · h6 pedone del nero · a5 pedone del nero · c5 torre del nero · f5 re del nero · h5 pedone del bianco · a4 pedone del bianco · d4 pedone del bianco · e4 cavallo del bianco · g4 torre del bianco · h4 alfiere del nero · c3 pedone del nero · g3 pedone del nero · h3 pedone del bianco · a2 donna del bianco · c2 pedone del bianco · g2 pedone del bianco | e8 torre del bianco · f8 re del bianco · g8 cavallo del bianco · b7 pedone del nero · d7 pedone del nero · f7 pedone del bianco · g7 pedone del nero · a6 donna del nero · h6 pedone del nero · a5 pedone del nero · c5 torre del nero · f5 re del nero · h5 pedone del bianco · a4 pedone del bianco · d4 pedone del bianco · e4 cavallo del bianco · g4 torre del bianco · h4 alfiere del nero · c3 pedone del nero · g3 pedone del nero · h3 pedone del bianco · a2 donna del bianco · c2 pedone del bianco · g2 pedone del bianco | e8 torre del bianco · f8 re del bianco · g8 cavallo del bianco · b7 pedone del nero · d7 pedone del nero · f7 pedone del bianco · g7 pedone del nero · a6 donna del nero · h6 pedone del nero · a5 pedone del nero · c5 torre del nero · f5 re del nero · h5 pedone del bianco · a4 pedone del bianco · d4 pedone del bianco · e4 cavallo del bianco · g4 torre del bianco · h4 alfiere del nero · c3 pedone del nero · g3 pedone del nero · h3 pedone del bianco · a2 donna del bianco · c2 pedone del bianco · g2 pedone del bianco | e8 torre del bianco · f8 re del bianco · g8 cavallo del bianco · b7 pedone del nero · d7 pedone del nero · f7 pedone del bianco · g7 pedone del nero · a6 donna del nero · h6 pedone del nero · a5 pedone del nero · c5 torre del nero · f5 re del nero · h5 pedone del bianco · a4 pedone del bianco · d4 pedone del bianco · e4 cavallo del bianco · g4 torre del bianco · h4 alfiere del nero · c3 pedone del nero · g3 pedone del nero · h3 pedone del bianco · a2 donna del bianco · c2 pedone del bianco · g2 pedone del bianco | e8 torre del bianco · f8 re del bianco · g8 cavallo del bianco · b7 pedone del nero · d7 pedone del nero · f7 pedone del bianco · g7 pedone del nero · a6 donna del nero · h6 pedone del nero · a5 pedone del nero · c5 torre del nero · f5 re del nero · h5 pedone del bianco · a4 pedone del bianco · d4 pedone del bianco · e4 cavallo del bianco · g4 torre del bianco · h4 alfiere del nero · c3 pedone del nero · g3 pedone del nero · h3 pedone del bianco · a2 donna del bianco · c2 pedone del bianco · g2 pedone del bianco | e8 torre del bianco · f8 re del bianco · g8 cavallo del bianco · b7 pedone del nero · d7 pedone del nero · f7 pedone del bianco · g7 pedone del nero · a6 donna del nero · h6 pedone del nero · a5 pedone del nero · c5 torre del nero · f5 re del nero · h5 pedone del bianco · a4 pedone del bianco · d4 pedone del bianco · e4 cavallo del bianco · g4 torre del bianco · h4 alfiere del nero · c3 pedone del nero · g3 pedone del nero · h3 pedone del bianco · a2 donna del bianco · c2 pedone del bianco · g2 pedone del bianco | 6 |
| 5 | e8 torre del bianco · f8 re del bianco · g8 cavallo del bianco · b7 pedone del nero · d7 pedone del nero · f7 pedone del bianco · g7 pedone del nero · a6 donna del nero · h6 pedone del nero · a5 pedone del nero · c5 torre del nero · f5 re del nero · h5 pedone del bianco · a4 pedone del bianco · d4 pedone del bianco · e4 cavallo del bianco · g4 torre del bianco · h4 alfiere del nero · c3 pedone del nero · g3 pedone del nero · h3 pedone del bianco · a2 donna del bianco · c2 pedone del bianco · g2 pedone del bianco | e8 torre del bianco · f8 re del bianco · g8 cavallo del bianco · b7 pedone del nero · d7 pedone del nero · f7 pedone del bianco · g7 pedone del nero · a6 donna del nero · h6 pedone del nero · a5 pedone del nero · c5 torre del nero · f5 re del nero · h5 pedone del bianco · a4 pedone del bianco · d4 pedone del bianco · e4 cavallo del bianco · g4 torre del bianco · h4 alfiere del nero · c3 pedone del nero · g3 pedone del nero · h3 pedone del bianco · a2 donna del bianco · c2 pedone del bianco · g2 pedone del bianco | e8 torre del bianco · f8 re del bianco · g8 cavallo del bianco · b7 pedone del nero · d7 pedone del nero · f7 pedone del bianco · g7 pedone del nero · a6 donna del nero · h6 pedone del nero · a5 pedone del nero · c5 torre del nero · f5 re del nero · h5 pedone del bianco · a4 pedone del bianco · d4 pedone del bianco · e4 cavallo del bianco · g4 torre del bianco · h4 alfiere del nero · c3 pedone del nero · g3 pedone del nero · h3 pedone del bianco · a2 donna del bianco · c2 pedone del bianco · g2 pedone del bianco | e8 torre del bianco · f8 re del bianco · g8 cavallo del bianco · b7 pedone del nero · d7 pedone del nero · f7 pedone del bianco · g7 pedone del nero · a6 donna del nero · h6 pedone del nero · a5 pedone del nero · c5 torre del nero · f5 re del nero · h5 pedone del bianco · a4 pedone del bianco · d4 pedone del bianco · e4 cavallo del bianco · g4 torre del bianco · h4 alfiere del nero · c3 pedone del nero · g3 pedone del nero · h3 pedone del bianco · a2 donna del bianco · c2 pedone del bianco · g2 pedone del bianco | e8 torre del bianco · f8 re del bianco · g8 cavallo del bianco · b7 pedone del nero · d7 pedone del nero · f7 pedone del bianco · g7 pedone del nero · a6 donna del nero · h6 pedone del nero · a5 pedone del nero · c5 torre del nero · f5 re del nero · h5 pedone del bianco · a4 pedone del bianco · d4 pedone del bianco · e4 cavallo del bianco · g4 torre del bianco · h4 alfiere del nero · c3 pedone del nero · g3 pedone del nero · h3 pedone del bianco · a2 donna del bianco · c2 pedone del bianco · g2 pedone del bianco | e8 torre del bianco · f8 re del bianco · g8 cavallo del bianco · b7 pedone del nero · d7 pedone del nero · f7 pedone del bianco · g7 pedone del nero · a6 donna del nero · h6 pedone del nero · a5 pedone del nero · c5 torre del nero · f5 re del nero · h5 pedone del bianco · a4 pedone del bianco · d4 pedone del bianco · e4 cavallo del bianco · g4 torre del bianco · h4 alfiere del nero · c3 pedone del nero · g3 pedone del nero · h3 pedone del bianco · a2 donna del bianco · c2 pedone del bianco · g2 pedone del bianco | e8 torre del bianco · f8 re del bianco · g8 cavallo del bianco · b7 pedone del nero · d7 pedone del nero · f7 pedone del bianco · g7 pedone del nero · a6 donna del nero · h6 pedone del nero · a5 pedone del nero · c5 torre del nero · f5 re del nero · h5 pedone del bianco · a4 pedone del bianco · d4 pedone del bianco · e4 cavallo del bianco · g4 torre del bianco · h4 alfiere del nero · c3 pedone del nero · g3 pedone del nero · h3 pedone del bianco · a2 donna del bianco · c2 pedone del bianco · g2 pedone del bianco | e8 torre del bianco · f8 re del bianco · g8 cavallo del bianco · b7 pedone del nero · d7 pedone del nero · f7 pedone del bianco · g7 pedone del nero · a6 donna del nero · h6 pedone del nero · a5 pedone del nero · c5 torre del nero · f5 re del nero · h5 pedone del bianco · a4 pedone del bianco · d4 pedone del bianco · e4 cavallo del bianco · g4 torre del bianco · h4 alfiere del nero · c3 pedone del nero · g3 pedone del nero · h3 pedone del bianco · a2 donna del bianco · c2 pedone del bianco · g2 pedone del bianco | 5 |
| 4 | e8 torre del bianco · f8 re del bianco · g8 cavallo del bianco · b7 pedone del nero · d7 pedone del nero · f7 pedone del bianco · g7 pedone del nero · a6 donna del nero · h6 pedone del nero · a5 pedone del nero · c5 torre del nero · f5 re del nero · h5 pedone del bianco · a4 pedone del bianco · d4 pedone del bianco · e4 cavallo del bianco · g4 torre del bianco · h4 alfiere del nero · c3 pedone del nero · g3 pedone del nero · h3 pedone del bianco · a2 donna del bianco · c2 pedone del bianco · g2 pedone del bianco | e8 torre del bianco · f8 re del bianco · g8 cavallo del bianco · b7 pedone del nero · d7 pedone del nero · f7 pedone del bianco · g7 pedone del nero · a6 donna del nero · h6 pedone del nero · a5 pedone del nero · c5 torre del nero · f5 re del nero · h5 pedone del bianco · a4 pedone del bianco · d4 pedone del bianco · e4 cavallo del bianco · g4 torre del bianco · h4 alfiere del nero · c3 pedone del nero · g3 pedone del nero · h3 pedone del bianco · a2 donna del bianco · c2 pedone del bianco · g2 pedone del bianco | e8 torre del bianco · f8 re del bianco · g8 cavallo del bianco · b7 pedone del nero · d7 pedone del nero · f7 pedone del bianco · g7 pedone del nero · a6 donna del nero · h6 pedone del nero · a5 pedone del nero · c5 torre del nero · f5 re del nero · h5 pedone del bianco · a4 pedone del bianco · d4 pedone del bianco · e4 cavallo del bianco · g4 torre del bianco · h4 alfiere del nero · c3 pedone del nero · g3 pedone del nero · h3 pedone del bianco · a2 donna del bianco · c2 pedone del bianco · g2 pedone del bianco | e8 torre del bianco · f8 re del bianco · g8 cavallo del bianco · b7 pedone del nero · d7 pedone del nero · f7 pedone del bianco · g7 pedone del nero · a6 donna del nero · h6 pedone del nero · a5 pedone del nero · c5 torre del nero · f5 re del nero · h5 pedone del bianco · a4 pedone del bianco · d4 pedone del bianco · e4 cavallo del bianco · g4 torre del bianco · h4 alfiere del nero · c3 pedone del nero · g3 pedone del nero · h3 pedone del bianco · a2 donna del bianco · c2 pedone del bianco · g2 pedone del bianco | e8 torre del bianco · f8 re del bianco · g8 cavallo del bianco · b7 pedone del nero · d7 pedone del nero · f7 pedone del bianco · g7 pedone del nero · a6 donna del nero · h6 pedone del nero · a5 pedone del nero · c5 torre del nero · f5 re del nero · h5 pedone del bianco · a4 pedone del bianco · d4 pedone del bianco · e4 cavallo del bianco · g4 torre del bianco · h4 alfiere del nero · c3 pedone del nero · g3 pedone del nero · h3 pedone del bianco · a2 donna del bianco · c2 pedone del bianco · g2 pedone del bianco | e8 torre del bianco · f8 re del bianco · g8 cavallo del bianco · b7 pedone del nero · d7 pedone del nero · f7 pedone del bianco · g7 pedone del nero · a6 donna del nero · h6 pedone del nero · a5 pedone del nero · c5 torre del nero · f5 re del nero · h5 pedone del bianco · a4 pedone del bianco · d4 pedone del bianco · e4 cavallo del bianco · g4 torre del bianco · h4 alfiere del nero · c3 pedone del nero · g3 pedone del nero · h3 pedone del bianco · a2 donna del bianco · c2 pedone del bianco · g2 pedone del bianco | e8 torre del bianco · f8 re del bianco · g8 cavallo del bianco · b7 pedone del nero · d7 pedone del nero · f7 pedone del bianco · g7 pedone del nero · a6 donna del nero · h6 pedone del nero · a5 pedone del nero · c5 torre del nero · f5 re del nero · h5 pedone del bianco · a4 pedone del bianco · d4 pedone del bianco · e4 cavallo del bianco · g4 torre del bianco · h4 alfiere del nero · c3 pedone del nero · g3 pedone del nero · h3 pedone del bianco · a2 donna del bianco · c2 pedone del bianco · g2 pedone del bianco | e8 torre del bianco · f8 re del bianco · g8 cavallo del bianco · b7 pedone del nero · d7 pedone del nero · f7 pedone del bianco · g7 pedone del nero · a6 donna del nero · h6 pedone del nero · a5 pedone del nero · c5 torre del nero · f5 re del nero · h5 pedone del bianco · a4 pedone del bianco · d4 pedone del bianco · e4 cavallo del bianco · g4 torre del bianco · h4 alfiere del nero · c3 pedone del nero · g3 pedone del nero · h3 pedone del bianco · a2 donna del bianco · c2 pedone del bianco · g2 pedone del bianco | 4 |
| 3 | e8 torre del bianco · f8 re del bianco · g8 cavallo del bianco · b7 pedone del nero · d7 pedone del nero · f7 pedone del bianco · g7 pedone del nero · a6 donna del nero · h6 pedone del nero · a5 pedone del nero · c5 torre del nero · f5 re del nero · h5 pedone del bianco · a4 pedone del bianco · d4 pedone del bianco · e4 cavallo del bianco · g4 torre del bianco · h4 alfiere del nero · c3 pedone del nero · g3 pedone del nero · h3 pedone del bianco · a2 donna del bianco · c2 pedone del bianco · g2 pedone del bianco | e8 torre del bianco · f8 re del bianco · g8 cavallo del bianco · b7 pedone del nero · d7 pedone del nero · f7 pedone del bianco · g7 pedone del nero · a6 donna del nero · h6 pedone del nero · a5 pedone del nero · c5 torre del nero · f5 re del nero · h5 pedone del bianco · a4 pedone del bianco · d4 pedone del bianco · e4 cavallo del bianco · g4 torre del bianco · h4 alfiere del nero · c3 pedone del nero · g3 pedone del nero · h3 pedone del bianco · a2 donna del bianco · c2 pedone del bianco · g2 pedone del bianco | e8 torre del bianco · f8 re del bianco · g8 cavallo del bianco · b7 pedone del nero · d7 pedone del nero · f7 pedone del bianco · g7 pedone del nero · a6 donna del nero · h6 pedone del nero · a5 pedone del nero · c5 torre del nero · f5 re del nero · h5 pedone del bianco · a4 pedone del bianco · d4 pedone del bianco · e4 cavallo del bianco · g4 torre del bianco · h4 alfiere del nero · c3 pedone del nero · g3 pedone del nero · h3 pedone del bianco · a2 donna del bianco · c2 pedone del bianco · g2 pedone del bianco | e8 torre del bianco · f8 re del bianco · g8 cavallo del bianco · b7 pedone del nero · d7 pedone del nero · f7 pedone del bianco · g7 pedone del nero · a6 donna del nero · h6 pedone del nero · a5 pedone del nero · c5 torre del nero · f5 re del nero · h5 pedone del bianco · a4 pedone del bianco · d4 pedone del bianco · e4 cavallo del bianco · g4 torre del bianco · h4 alfiere del nero · c3 pedone del nero · g3 pedone del nero · h3 pedone del bianco · a2 donna del bianco · c2 pedone del bianco · g2 pedone del bianco | e8 torre del bianco · f8 re del bianco · g8 cavallo del bianco · b7 pedone del nero · d7 pedone del nero · f7 pedone del bianco · g7 pedone del nero · a6 donna del nero · h6 pedone del nero · a5 pedone del nero · c5 torre del nero · f5 re del nero · h5 pedone del bianco · a4 pedone del bianco · d4 pedone del bianco · e4 cavallo del bianco · g4 torre del bianco · h4 alfiere del nero · c3 pedone del nero · g3 pedone del nero · h3 pedone del bianco · a2 donna del bianco · c2 pedone del bianco · g2 pedone del bianco | e8 torre del bianco · f8 re del bianco · g8 cavallo del bianco · b7 pedone del nero · d7 pedone del nero · f7 pedone del bianco · g7 pedone del nero · a6 donna del nero · h6 pedone del nero · a5 pedone del nero · c5 torre del nero · f5 re del nero · h5 pedone del bianco · a4 pedone del bianco · d4 pedone del bianco · e4 cavallo del bianco · g4 torre del bianco · h4 alfiere del nero · c3 pedone del nero · g3 pedone del nero · h3 pedone del bianco · a2 donna del bianco · c2 pedone del bianco · g2 pedone del bianco | e8 torre del bianco · f8 re del bianco · g8 cavallo del bianco · b7 pedone del nero · d7 pedone del nero · f7 pedone del bianco · g7 pedone del nero · a6 donna del nero · h6 pedone del nero · a5 pedone del nero · c5 torre del nero · f5 re del nero · h5 pedone del bianco · a4 pedone del bianco · d4 pedone del bianco · e4 cavallo del bianco · g4 torre del bianco · h4 alfiere del nero · c3 pedone del nero · g3 pedone del nero · h3 pedone del bianco · a2 donna del bianco · c2 pedone del bianco · g2 pedone del bianco | e8 torre del bianco · f8 re del bianco · g8 cavallo del bianco · b7 pedone del nero · d7 pedone del nero · f7 pedone del bianco · g7 pedone del nero · a6 donna del nero · h6 pedone del nero · a5 pedone del nero · c5 torre del nero · f5 re del nero · h5 pedone del bianco · a4 pedone del bianco · d4 pedone del bianco · e4 cavallo del bianco · g4 torre del bianco · h4 alfiere del nero · c3 pedone del nero · g3 pedone del nero · h3 pedone del bianco · a2 donna del bianco · c2 pedone del bianco · g2 pedone del bianco | 3 |
| 2 | e8 torre del bianco · f8 re del bianco · g8 cavallo del bianco · b7 pedone del nero · d7 pedone del nero · f7 pedone del bianco · g7 pedone del nero · a6 donna del nero · h6 pedone del nero · a5 pedone del nero · c5 torre del nero · f5 re del nero · h5 pedone del bianco · a4 pedone del bianco · d4 pedone del bianco · e4 cavallo del bianco · g4 torre del bianco · h4 alfiere del nero · c3 pedone del nero · g3 pedone del nero · h3 pedone del bianco · a2 donna del bianco · c2 pedone del bianco · g2 pedone del bianco | e8 torre del bianco · f8 re del bianco · g8 cavallo del bianco · b7 pedone del nero · d7 pedone del nero · f7 pedone del bianco · g7 pedone del nero · a6 donna del nero · h6 pedone del nero · a5 pedone del nero · c5 torre del nero · f5 re del nero · h5 pedone del bianco · a4 pedone del bianco · d4 pedone del bianco · e4 cavallo del bianco · g4 torre del bianco · h4 alfiere del nero · c3 pedone del nero · g3 pedone del nero · h3 pedone del bianco · a2 donna del bianco · c2 pedone del bianco · g2 pedone del bianco | e8 torre del bianco · f8 re del bianco · g8 cavallo del bianco · b7 pedone del nero · d7 pedone del nero · f7 pedone del bianco · g7 pedone del nero · a6 donna del nero · h6 pedone del nero · a5 pedone del nero · c5 torre del nero · f5 re del nero · h5 pedone del bianco · a4 pedone del bianco · d4 pedone del bianco · e4 cavallo del bianco · g4 torre del bianco · h4 alfiere del nero · c3 pedone del nero · g3 pedone del nero · h3 pedone del bianco · a2 donna del bianco · c2 pedone del bianco · g2 pedone del bianco | e8 torre del bianco · f8 re del bianco · g8 cavallo del bianco · b7 pedone del nero · d7 pedone del nero · f7 pedone del bianco · g7 pedone del nero · a6 donna del nero · h6 pedone del nero · a5 pedone del nero · c5 torre del nero · f5 re del nero · h5 pedone del bianco · a4 pedone del bianco · d4 pedone del bianco · e4 cavallo del bianco · g4 torre del bianco · h4 alfiere del nero · c3 pedone del nero · g3 pedone del nero · h3 pedone del bianco · a2 donna del bianco · c2 pedone del bianco · g2 pedone del bianco | e8 torre del bianco · f8 re del bianco · g8 cavallo del bianco · b7 pedone del nero · d7 pedone del nero · f7 pedone del bianco · g7 pedone del nero · a6 donna del nero · h6 pedone del nero · a5 pedone del nero · c5 torre del nero · f5 re del nero · h5 pedone del bianco · a4 pedone del bianco · d4 pedone del bianco · e4 cavallo del bianco · g4 torre del bianco · h4 alfiere del nero · c3 pedone del nero · g3 pedone del nero · h3 pedone del bianco · a2 donna del bianco · c2 pedone del bianco · g2 pedone del bianco | e8 torre del bianco · f8 re del bianco · g8 cavallo del bianco · b7 pedone del nero · d7 pedone del nero · f7 pedone del bianco · g7 pedone del nero · a6 donna del nero · h6 pedone del nero · a5 pedone del nero · c5 torre del nero · f5 re del nero · h5 pedone del bianco · a4 pedone del bianco · d4 pedone del bianco · e4 cavallo del bianco · g4 torre del bianco · h4 alfiere del nero · c3 pedone del nero · g3 pedone del nero · h3 pedone del bianco · a2 donna del bianco · c2 pedone del bianco · g2 pedone del bianco | e8 torre del bianco · f8 re del bianco · g8 cavallo del bianco · b7 pedone del nero · d7 pedone del nero · f7 pedone del bianco · g7 pedone del nero · a6 donna del nero · h6 pedone del nero · a5 pedone del nero · c5 torre del nero · f5 re del nero · h5 pedone del bianco · a4 pedone del bianco · d4 pedone del bianco · e4 cavallo del bianco · g4 torre del bianco · h4 alfiere del nero · c3 pedone del nero · g3 pedone del nero · h3 pedone del bianco · a2 donna del bianco · c2 pedone del bianco · g2 pedone del bianco | e8 torre del bianco · f8 re del bianco · g8 cavallo del bianco · b7 pedone del nero · d7 pedone del nero · f7 pedone del bianco · g7 pedone del nero · a6 donna del nero · h6 pedone del nero · a5 pedone del nero · c5 torre del nero · f5 re del nero · h5 pedone del bianco · a4 pedone del bianco · d4 pedone del bianco · e4 cavallo del bianco · g4 torre del bianco · h4 alfiere del nero · c3 pedone del nero · g3 pedone del nero · h3 pedone del bianco · a2 donna del bianco · c2 pedone del bianco · g2 pedone del bianco | 2 |
| 1 | e8 torre del bianco · f8 re del bianco · g8 cavallo del bianco · b7 pedone del nero · d7 pedone del nero · f7 pedone del bianco · g7 pedone del nero · a6 donna del nero · h6 pedone del nero · a5 pedone del nero · c5 torre del nero · f5 re del nero · h5 pedone del bianco · a4 pedone del bianco · d4 pedone del bianco · e4 cavallo del bianco · g4 torre del bianco · h4 alfiere del nero · c3 pedone del nero · g3 pedone del nero · h3 pedone del bianco · a2 donna del bianco · c2 pedone del bianco · g2 pedone del bianco | e8 torre del bianco · f8 re del bianco · g8 cavallo del bianco · b7 pedone del nero · d7 pedone del nero · f7 pedone del bianco · g7 pedone del nero · a6 donna del nero · h6 pedone del nero · a5 pedone del nero · c5 torre del nero · f5 re del nero · h5 pedone del bianco · a4 pedone del bianco · d4 pedone del bianco · e4 cavallo del bianco · g4 torre del bianco · h4 alfiere del nero · c3 pedone del nero · g3 pedone del nero · h3 pedone del bianco · a2 donna del bianco · c2 pedone del bianco · g2 pedone del bianco | e8 torre del bianco · f8 re del bianco · g8 cavallo del bianco · b7 pedone del nero · d7 pedone del nero · f7 pedone del bianco · g7 pedone del nero · a6 donna del nero · h6 pedone del nero · a5 pedone del nero · c5 torre del nero · f5 re del nero · h5 pedone del bianco · a4 pedone del bianco · d4 pedone del bianco · e4 cavallo del bianco · g4 torre del bianco · h4 alfiere del nero · c3 pedone del nero · g3 pedone del nero · h3 pedone del bianco · a2 donna del bianco · c2 pedone del bianco · g2 pedone del bianco | e8 torre del bianco · f8 re del bianco · g8 cavallo del bianco · b7 pedone del nero · d7 pedone del nero · f7 pedone del bianco · g7 pedone del nero · a6 donna del nero · h6 pedone del nero · a5 pedone del nero · c5 torre del nero · f5 re del nero · h5 pedone del bianco · a4 pedone del bianco · d4 pedone del bianco · e4 cavallo del bianco · g4 torre del bianco · h4 alfiere del nero · c3 pedone del nero · g3 pedone del nero · h3 pedone del bianco · a2 donna del bianco · c2 pedone del bianco · g2 pedone del bianco | e8 torre del bianco · f8 re del bianco · g8 cavallo del bianco · b7 pedone del nero · d7 pedone del nero · f7 pedone del bianco · g7 pedone del nero · a6 donna del nero · h6 pedone del nero · a5 pedone del nero · c5 torre del nero · f5 re del nero · h5 pedone del bianco · a4 pedone del bianco · d4 pedone del bianco · e4 cavallo del bianco · g4 torre del bianco · h4 alfiere del nero · c3 pedone del nero · g3 pedone del nero · h3 pedone del bianco · a2 donna del bianco · c2 pedone del bianco · g2 pedone del bianco | e8 torre del bianco · f8 re del bianco · g8 cavallo del bianco · b7 pedone del nero · d7 pedone del nero · f7 pedone del bianco · g7 pedone del nero · a6 donna del nero · h6 pedone del nero · a5 pedone del nero · c5 torre del nero · f5 re del nero · h5 pedone del bianco · a4 pedone del bianco · d4 pedone del bianco · e4 cavallo del bianco · g4 torre del bianco · h4 alfiere del nero · c3 pedone del nero · g3 pedone del nero · h3 pedone del bianco · a2 donna del bianco · c2 pedone del bianco · g2 pedone del bianco | e8 torre del bianco · f8 re del bianco · g8 cavallo del bianco · b7 pedone del nero · d7 pedone del nero · f7 pedone del bianco · g7 pedone del nero · a6 donna del nero · h6 pedone del nero · a5 pedone del nero · c5 torre del nero · f5 re del nero · h5 pedone del bianco · a4 pedone del bianco · d4 pedone del bianco · e4 cavallo del bianco · g4 torre del bianco · h4 alfiere del nero · c3 pedone del nero · g3 pedone del nero · h3 pedone del bianco · a2 donna del bianco · c2 pedone del bianco · g2 pedone del bianco | e8 torre del bianco · f8 re del bianco · g8 cavallo del bianco · b7 pedone del nero · d7 pedone del nero · f7 pedone del bianco · g7 pedone del nero · a6 donna del nero · h6 pedone del nero · a5 pedone del nero · c5 torre del nero · f5 re del nero · h5 pedone del bianco · a4 pedone del bianco · d4 pedone del bianco · e4 cavallo del bianco · g4 torre del bianco · h4 alfiere del nero · c3 pedone del nero · g3 pedone del nero · h3 pedone del bianco · a2 donna del bianco · c2 pedone del bianco · g2 pedone del bianco | 1 |
|   | a | b | c | d | e | f | g | h |   |

Soluzione:
1. Dc4 !  (zugzwang)
1... Dxc4  2. Cxd6#

1... d5/Txc4/Te5  2. Te5#

1... Db6/c6/e6/f6/g6   2. Df1#

1... Tc6/c7  2. Te5#

1... Tc8/d5  2. Dd5#

1... g6   2. Cxh6#

1... g5/Ae7+  2. Ce7#

|   | a | b | c | d | e | f | g | h |   |
| 8 | a7 cavallo del nero · b7 pedone del bianco · c7 pedone del bianco · d7 re del nero · e7 pedone del nero · b6 pedone del bianco · c6 pedone del nero · f6 pedone del nero · g6 re del bianco · c5 pedone del bianco · f5 pedone del bianco · h5 pedone del nero · a4 pedone del nero · d4 pedone del nero · e4 pedone del nero · h4 pedone del bianco · a3 pedone del bianco · h3 donna del bianco · d2 pedone del bianco | a7 cavallo del nero · b7 pedone del bianco · c7 pedone del bianco · d7 re del nero · e7 pedone del nero · b6 pedone del bianco · c6 pedone del nero · f6 pedone del nero · g6 re del bianco · c5 pedone del bianco · f5 pedone del bianco · h5 pedone del nero · a4 pedone del nero · d4 pedone del nero · e4 pedone del nero · h4 pedone del bianco · a3 pedone del bianco · h3 donna del bianco · d2 pedone del bianco | a7 cavallo del nero · b7 pedone del bianco · c7 pedone del bianco · d7 re del nero · e7 pedone del nero · b6 pedone del bianco · c6 pedone del nero · f6 pedone del nero · g6 re del bianco · c5 pedone del bianco · f5 pedone del bianco · h5 pedone del nero · a4 pedone del nero · d4 pedone del nero · e4 pedone del nero · h4 pedone del bianco · a3 pedone del bianco · h3 donna del bianco · d2 pedone del bianco | a7 cavallo del nero · b7 pedone del bianco · c7 pedone del bianco · d7 re del nero · e7 pedone del nero · b6 pedone del bianco · c6 pedone del nero · f6 pedone del nero · g6 re del bianco · c5 pedone del bianco · f5 pedone del bianco · h5 pedone del nero · a4 pedone del nero · d4 pedone del nero · e4 pedone del nero · h4 pedone del bianco · a3 pedone del bianco · h3 donna del bianco · d2 pedone del bianco | a7 cavallo del nero · b7 pedone del bianco · c7 pedone del bianco · d7 re del nero · e7 pedone del nero · b6 pedone del bianco · c6 pedone del nero · f6 pedone del nero · g6 re del bianco · c5 pedone del bianco · f5 pedone del bianco · h5 pedone del nero · a4 pedone del nero · d4 pedone del nero · e4 pedone del nero · h4 pedone del bianco · a3 pedone del bianco · h3 donna del bianco · d2 pedone del bianco | a7 cavallo del nero · b7 pedone del bianco · c7 pedone del bianco · d7 re del nero · e7 pedone del nero · b6 pedone del bianco · c6 pedone del nero · f6 pedone del nero · g6 re del bianco · c5 pedone del bianco · f5 pedone del bianco · h5 pedone del nero · a4 pedone del nero · d4 pedone del nero · e4 pedone del nero · h4 pedone del bianco · a3 pedone del bianco · h3 donna del bianco · d2 pedone del bianco | a7 cavallo del nero · b7 pedone del bianco · c7 pedone del bianco · d7 re del nero · e7 pedone del nero · b6 pedone del bianco · c6 pedone del nero · f6 pedone del nero · g6 re del bianco · c5 pedone del bianco · f5 pedone del bianco · h5 pedone del nero · a4 pedone del nero · d4 pedone del nero · e4 pedone del nero · h4 pedone del bianco · a3 pedone del bianco · h3 donna del bianco · d2 pedone del bianco | a7 cavallo del nero · b7 pedone del bianco · c7 pedone del bianco · d7 re del nero · e7 pedone del nero · b6 pedone del bianco · c6 pedone del nero · f6 pedone del nero · g6 re del bianco · c5 pedone del bianco · f5 pedone del bianco · h5 pedone del nero · a4 pedone del nero · d4 pedone del nero · e4 pedone del nero · h4 pedone del bianco · a3 pedone del bianco · h3 donna del bianco · d2 pedone del bianco | 8 |
| 7 | a7 cavallo del nero · b7 pedone del bianco · c7 pedone del bianco · d7 re del nero · e7 pedone del nero · b6 pedone del bianco · c6 pedone del nero · f6 pedone del nero · g6 re del bianco · c5 pedone del bianco · f5 pedone del bianco · h5 pedone del nero · a4 pedone del nero · d4 pedone del nero · e4 pedone del nero · h4 pedone del bianco · a3 pedone del bianco · h3 donna del bianco · d2 pedone del bianco | a7 cavallo del nero · b7 pedone del bianco · c7 pedone del bianco · d7 re del nero · e7 pedone del nero · b6 pedone del bianco · c6 pedone del nero · f6 pedone del nero · g6 re del bianco · c5 pedone del bianco · f5 pedone del bianco · h5 pedone del nero · a4 pedone del nero · d4 pedone del nero · e4 pedone del nero · h4 pedone del bianco · a3 pedone del bianco · h3 donna del bianco · d2 pedone del bianco | a7 cavallo del nero · b7 pedone del bianco · c7 pedone del bianco · d7 re del nero · e7 pedone del nero · b6 pedone del bianco · c6 pedone del nero · f6 pedone del nero · g6 re del bianco · c5 pedone del bianco · f5 pedone del bianco · h5 pedone del nero · a4 pedone del nero · d4 pedone del nero · e4 pedone del nero · h4 pedone del bianco · a3 pedone del bianco · h3 donna del bianco · d2 pedone del bianco | a7 cavallo del nero · b7 pedone del bianco · c7 pedone del bianco · d7 re del nero · e7 pedone del nero · b6 pedone del bianco · c6 pedone del nero · f6 pedone del nero · g6 re del bianco · c5 pedone del bianco · f5 pedone del bianco · h5 pedone del nero · a4 pedone del nero · d4 pedone del nero · e4 pedone del nero · h4 pedone del bianco · a3 pedone del bianco · h3 donna del bianco · d2 pedone del bianco | a7 cavallo del nero · b7 pedone del bianco · c7 pedone del bianco · d7 re del nero · e7 pedone del nero · b6 pedone del bianco · c6 pedone del nero · f6 pedone del nero · g6 re del bianco · c5 pedone del bianco · f5 pedone del bianco · h5 pedone del nero · a4 pedone del nero · d4 pedone del nero · e4 pedone del nero · h4 pedone del bianco · a3 pedone del bianco · h3 donna del bianco · d2 pedone del bianco | a7 cavallo del nero · b7 pedone del bianco · c7 pedone del bianco · d7 re del nero · e7 pedone del nero · b6 pedone del bianco · c6 pedone del nero · f6 pedone del nero · g6 re del bianco · c5 pedone del bianco · f5 pedone del bianco · h5 pedone del nero · a4 pedone del nero · d4 pedone del nero · e4 pedone del nero · h4 pedone del bianco · a3 pedone del bianco · h3 donna del bianco · d2 pedone del bianco | a7 cavallo del nero · b7 pedone del bianco · c7 pedone del bianco · d7 re del nero · e7 pedone del nero · b6 pedone del bianco · c6 pedone del nero · f6 pedone del nero · g6 re del bianco · c5 pedone del bianco · f5 pedone del bianco · h5 pedone del nero · a4 pedone del nero · d4 pedone del nero · e4 pedone del nero · h4 pedone del bianco · a3 pedone del bianco · h3 donna del bianco · d2 pedone del bianco | a7 cavallo del nero · b7 pedone del bianco · c7 pedone del bianco · d7 re del nero · e7 pedone del nero · b6 pedone del bianco · c6 pedone del nero · f6 pedone del nero · g6 re del bianco · c5 pedone del bianco · f5 pedone del bianco · h5 pedone del nero · a4 pedone del nero · d4 pedone del nero · e4 pedone del nero · h4 pedone del bianco · a3 pedone del bianco · h3 donna del bianco · d2 pedone del bianco | 7 |
| 6 | a7 cavallo del nero · b7 pedone del bianco · c7 pedone del bianco · d7 re del nero · e7 pedone del nero · b6 pedone del bianco · c6 pedone del nero · f6 pedone del nero · g6 re del bianco · c5 pedone del bianco · f5 pedone del bianco · h5 pedone del nero · a4 pedone del nero · d4 pedone del nero · e4 pedone del nero · h4 pedone del bianco · a3 pedone del bianco · h3 donna del bianco · d2 pedone del bianco | a7 cavallo del nero · b7 pedone del bianco · c7 pedone del bianco · d7 re del nero · e7 pedone del nero · b6 pedone del bianco · c6 pedone del nero · f6 pedone del nero · g6 re del bianco · c5 pedone del bianco · f5 pedone del bianco · h5 pedone del nero · a4 pedone del nero · d4 pedone del nero · e4 pedone del nero · h4 pedone del bianco · a3 pedone del bianco · h3 donna del bianco · d2 pedone del bianco | a7 cavallo del nero · b7 pedone del bianco · c7 pedone del bianco · d7 re del nero · e7 pedone del nero · b6 pedone del bianco · c6 pedone del nero · f6 pedone del nero · g6 re del bianco · c5 pedone del bianco · f5 pedone del bianco · h5 pedone del nero · a4 pedone del nero · d4 pedone del nero · e4 pedone del nero · h4 pedone del bianco · a3 pedone del bianco · h3 donna del bianco · d2 pedone del bianco | a7 cavallo del nero · b7 pedone del bianco · c7 pedone del bianco · d7 re del nero · e7 pedone del nero · b6 pedone del bianco · c6 pedone del nero · f6 pedone del nero · g6 re del bianco · c5 pedone del bianco · f5 pedone del bianco · h5 pedone del nero · a4 pedone del nero · d4 pedone del nero · e4 pedone del nero · h4 pedone del bianco · a3 pedone del bianco · h3 donna del bianco · d2 pedone del bianco | a7 cavallo del nero · b7 pedone del bianco · c7 pedone del bianco · d7 re del nero · e7 pedone del nero · b6 pedone del bianco · c6 pedone del nero · f6 pedone del nero · g6 re del bianco · c5 pedone del bianco · f5 pedone del bianco · h5 pedone del nero · a4 pedone del nero · d4 pedone del nero · e4 pedone del nero · h4 pedone del bianco · a3 pedone del bianco · h3 donna del bianco · d2 pedone del bianco | a7 cavallo del nero · b7 pedone del bianco · c7 pedone del bianco · d7 re del nero · e7 pedone del nero · b6 pedone del bianco · c6 pedone del nero · f6 pedone del nero · g6 re del bianco · c5 pedone del bianco · f5 pedone del bianco · h5 pedone del nero · a4 pedone del nero · d4 pedone del nero · e4 pedone del nero · h4 pedone del bianco · a3 pedone del bianco · h3 donna del bianco · d2 pedone del bianco | a7 cavallo del nero · b7 pedone del bianco · c7 pedone del bianco · d7 re del nero · e7 pedone del nero · b6 pedone del bianco · c6 pedone del nero · f6 pedone del nero · g6 re del bianco · c5 pedone del bianco · f5 pedone del bianco · h5 pedone del nero · a4 pedone del nero · d4 pedone del nero · e4 pedone del nero · h4 pedone del bianco · a3 pedone del bianco · h3 donna del bianco · d2 pedone del bianco | a7 cavallo del nero · b7 pedone del bianco · c7 pedone del bianco · d7 re del nero · e7 pedone del nero · b6 pedone del bianco · c6 pedone del nero · f6 pedone del nero · g6 re del bianco · c5 pedone del bianco · f5 pedone del bianco · h5 pedone del nero · a4 pedone del nero · d4 pedone del nero · e4 pedone del nero · h4 pedone del bianco · a3 pedone del bianco · h3 donna del bianco · d2 pedone del bianco | 6 |
| 5 | a7 cavallo del nero · b7 pedone del bianco · c7 pedone del bianco · d7 re del nero · e7 pedone del nero · b6 pedone del bianco · c6 pedone del nero · f6 pedone del nero · g6 re del bianco · c5 pedone del bianco · f5 pedone del bianco · h5 pedone del nero · a4 pedone del nero · d4 pedone del nero · e4 pedone del nero · h4 pedone del bianco · a3 pedone del bianco · h3 donna del bianco · d2 pedone del bianco | a7 cavallo del nero · b7 pedone del bianco · c7 pedone del bianco · d7 re del nero · e7 pedone del nero · b6 pedone del bianco · c6 pedone del nero · f6 pedone del nero · g6 re del bianco · c5 pedone del bianco · f5 pedone del bianco · h5 pedone del nero · a4 pedone del nero · d4 pedone del nero · e4 pedone del nero · h4 pedone del bianco · a3 pedone del bianco · h3 donna del bianco · d2 pedone del bianco | a7 cavallo del nero · b7 pedone del bianco · c7 pedone del bianco · d7 re del nero · e7 pedone del nero · b6 pedone del bianco · c6 pedone del nero · f6 pedone del nero · g6 re del bianco · c5 pedone del bianco · f5 pedone del bianco · h5 pedone del nero · a4 pedone del nero · d4 pedone del nero · e4 pedone del nero · h4 pedone del bianco · a3 pedone del bianco · h3 donna del bianco · d2 pedone del bianco | a7 cavallo del nero · b7 pedone del bianco · c7 pedone del bianco · d7 re del nero · e7 pedone del nero · b6 pedone del bianco · c6 pedone del nero · f6 pedone del nero · g6 re del bianco · c5 pedone del bianco · f5 pedone del bianco · h5 pedone del nero · a4 pedone del nero · d4 pedone del nero · e4 pedone del nero · h4 pedone del bianco · a3 pedone del bianco · h3 donna del bianco · d2 pedone del bianco | a7 cavallo del nero · b7 pedone del bianco · c7 pedone del bianco · d7 re del nero · e7 pedone del nero · b6 pedone del bianco · c6 pedone del nero · f6 pedone del nero · g6 re del bianco · c5 pedone del bianco · f5 pedone del bianco · h5 pedone del nero · a4 pedone del nero · d4 pedone del nero · e4 pedone del nero · h4 pedone del bianco · a3 pedone del bianco · h3 donna del bianco · d2 pedone del bianco | a7 cavallo del nero · b7 pedone del bianco · c7 pedone del bianco · d7 re del nero · e7 pedone del nero · b6 pedone del bianco · c6 pedone del nero · f6 pedone del nero · g6 re del bianco · c5 pedone del bianco · f5 pedone del bianco · h5 pedone del nero · a4 pedone del nero · d4 pedone del nero · e4 pedone del nero · h4 pedone del bianco · a3 pedone del bianco · h3 donna del bianco · d2 pedone del bianco | a7 cavallo del nero · b7 pedone del bianco · c7 pedone del bianco · d7 re del nero · e7 pedone del nero · b6 pedone del bianco · c6 pedone del nero · f6 pedone del nero · g6 re del bianco · c5 pedone del bianco · f5 pedone del bianco · h5 pedone del nero · a4 pedone del nero · d4 pedone del nero · e4 pedone del nero · h4 pedone del bianco · a3 pedone del bianco · h3 donna del bianco · d2 pedone del bianco | a7 cavallo del nero · b7 pedone del bianco · c7 pedone del bianco · d7 re del nero · e7 pedone del nero · b6 pedone del bianco · c6 pedone del nero · f6 pedone del nero · g6 re del bianco · c5 pedone del bianco · f5 pedone del bianco · h5 pedone del nero · a4 pedone del nero · d4 pedone del nero · e4 pedone del nero · h4 pedone del bianco · a3 pedone del bianco · h3 donna del bianco · d2 pedone del bianco | 5 |
| 4 | a7 cavallo del nero · b7 pedone del bianco · c7 pedone del bianco · d7 re del nero · e7 pedone del nero · b6 pedone del bianco · c6 pedone del nero · f6 pedone del nero · g6 re del bianco · c5 pedone del bianco · f5 pedone del bianco · h5 pedone del nero · a4 pedone del nero · d4 pedone del nero · e4 pedone del nero · h4 pedone del bianco · a3 pedone del bianco · h3 donna del bianco · d2 pedone del bianco | a7 cavallo del nero · b7 pedone del bianco · c7 pedone del bianco · d7 re del nero · e7 pedone del nero · b6 pedone del bianco · c6 pedone del nero · f6 pedone del nero · g6 re del bianco · c5 pedone del bianco · f5 pedone del bianco · h5 pedone del nero · a4 pedone del nero · d4 pedone del nero · e4 pedone del nero · h4 pedone del bianco · a3 pedone del bianco · h3 donna del bianco · d2 pedone del bianco | a7 cavallo del nero · b7 pedone del bianco · c7 pedone del bianco · d7 re del nero · e7 pedone del nero · b6 pedone del bianco · c6 pedone del nero · f6 pedone del nero · g6 re del bianco · c5 pedone del bianco · f5 pedone del bianco · h5 pedone del nero · a4 pedone del nero · d4 pedone del nero · e4 pedone del nero · h4 pedone del bianco · a3 pedone del bianco · h3 donna del bianco · d2 pedone del bianco | a7 cavallo del nero · b7 pedone del bianco · c7 pedone del bianco · d7 re del nero · e7 pedone del nero · b6 pedone del bianco · c6 pedone del nero · f6 pedone del nero · g6 re del bianco · c5 pedone del bianco · f5 pedone del bianco · h5 pedone del nero · a4 pedone del nero · d4 pedone del nero · e4 pedone del nero · h4 pedone del bianco · a3 pedone del bianco · h3 donna del bianco · d2 pedone del bianco | a7 cavallo del nero · b7 pedone del bianco · c7 pedone del bianco · d7 re del nero · e7 pedone del nero · b6 pedone del bianco · c6 pedone del nero · f6 pedone del nero · g6 re del bianco · c5 pedone del bianco · f5 pedone del bianco · h5 pedone del nero · a4 pedone del nero · d4 pedone del nero · e4 pedone del nero · h4 pedone del bianco · a3 pedone del bianco · h3 donna del bianco · d2 pedone del bianco | a7 cavallo del nero · b7 pedone del bianco · c7 pedone del bianco · d7 re del nero · e7 pedone del nero · b6 pedone del bianco · c6 pedone del nero · f6 pedone del nero · g6 re del bianco · c5 pedone del bianco · f5 pedone del bianco · h5 pedone del nero · a4 pedone del nero · d4 pedone del nero · e4 pedone del nero · h4 pedone del bianco · a3 pedone del bianco · h3 donna del bianco · d2 pedone del bianco | a7 cavallo del nero · b7 pedone del bianco · c7 pedone del bianco · d7 re del nero · e7 pedone del nero · b6 pedone del bianco · c6 pedone del nero · f6 pedone del nero · g6 re del bianco · c5 pedone del bianco · f5 pedone del bianco · h5 pedone del nero · a4 pedone del nero · d4 pedone del nero · e4 pedone del nero · h4 pedone del bianco · a3 pedone del bianco · h3 donna del bianco · d2 pedone del bianco | a7 cavallo del nero · b7 pedone del bianco · c7 pedone del bianco · d7 re del nero · e7 pedone del nero · b6 pedone del bianco · c6 pedone del nero · f6 pedone del nero · g6 re del bianco · c5 pedone del bianco · f5 pedone del bianco · h5 pedone del nero · a4 pedone del nero · d4 pedone del nero · e4 pedone del nero · h4 pedone del bianco · a3 pedone del bianco · h3 donna del bianco · d2 pedone del bianco | 4 |
| 3 | a7 cavallo del nero · b7 pedone del bianco · c7 pedone del bianco · d7 re del nero · e7 pedone del nero · b6 pedone del bianco · c6 pedone del nero · f6 pedone del nero · g6 re del bianco · c5 pedone del bianco · f5 pedone del bianco · h5 pedone del nero · a4 pedone del nero · d4 pedone del nero · e4 pedone del nero · h4 pedone del bianco · a3 pedone del bianco · h3 donna del bianco · d2 pedone del bianco | a7 cavallo del nero · b7 pedone del bianco · c7 pedone del bianco · d7 re del nero · e7 pedone del nero · b6 pedone del bianco · c6 pedone del nero · f6 pedone del nero · g6 re del bianco · c5 pedone del bianco · f5 pedone del bianco · h5 pedone del nero · a4 pedone del nero · d4 pedone del nero · e4 pedone del nero · h4 pedone del bianco · a3 pedone del bianco · h3 donna del bianco · d2 pedone del bianco | a7 cavallo del nero · b7 pedone del bianco · c7 pedone del bianco · d7 re del nero · e7 pedone del nero · b6 pedone del bianco · c6 pedone del nero · f6 pedone del nero · g6 re del bianco · c5 pedone del bianco · f5 pedone del bianco · h5 pedone del nero · a4 pedone del nero · d4 pedone del nero · e4 pedone del nero · h4 pedone del bianco · a3 pedone del bianco · h3 donna del bianco · d2 pedone del bianco | a7 cavallo del nero · b7 pedone del bianco · c7 pedone del bianco · d7 re del nero · e7 pedone del nero · b6 pedone del bianco · c6 pedone del nero · f6 pedone del nero · g6 re del bianco · c5 pedone del bianco · f5 pedone del bianco · h5 pedone del nero · a4 pedone del nero · d4 pedone del nero · e4 pedone del nero · h4 pedone del bianco · a3 pedone del bianco · h3 donna del bianco · d2 pedone del bianco | a7 cavallo del nero · b7 pedone del bianco · c7 pedone del bianco · d7 re del nero · e7 pedone del nero · b6 pedone del bianco · c6 pedone del nero · f6 pedone del nero · g6 re del bianco · c5 pedone del bianco · f5 pedone del bianco · h5 pedone del nero · a4 pedone del nero · d4 pedone del nero · e4 pedone del nero · h4 pedone del bianco · a3 pedone del bianco · h3 donna del bianco · d2 pedone del bianco | a7 cavallo del nero · b7 pedone del bianco · c7 pedone del bianco · d7 re del nero · e7 pedone del nero · b6 pedone del bianco · c6 pedone del nero · f6 pedone del nero · g6 re del bianco · c5 pedone del bianco · f5 pedone del bianco · h5 pedone del nero · a4 pedone del nero · d4 pedone del nero · e4 pedone del nero · h4 pedone del bianco · a3 pedone del bianco · h3 donna del bianco · d2 pedone del bianco | a7 cavallo del nero · b7 pedone del bianco · c7 pedone del bianco · d7 re del nero · e7 pedone del nero · b6 pedone del bianco · c6 pedone del nero · f6 pedone del nero · g6 re del bianco · c5 pedone del bianco · f5 pedone del bianco · h5 pedone del nero · a4 pedone del nero · d4 pedone del nero · e4 pedone del nero · h4 pedone del bianco · a3 pedone del bianco · h3 donna del bianco · d2 pedone del bianco | a7 cavallo del nero · b7 pedone del bianco · c7 pedone del bianco · d7 re del nero · e7 pedone del nero · b6 pedone del bianco · c6 pedone del nero · f6 pedone del nero · g6 re del bianco · c5 pedone del bianco · f5 pedone del bianco · h5 pedone del nero · a4 pedone del nero · d4 pedone del nero · e4 pedone del nero · h4 pedone del bianco · a3 pedone del bianco · h3 donna del bianco · d2 pedone del bianco | 3 |
| 2 | a7 cavallo del nero · b7 pedone del bianco · c7 pedone del bianco · d7 re del nero · e7 pedone del nero · b6 pedone del bianco · c6 pedone del nero · f6 pedone del nero · g6 re del bianco · c5 pedone del bianco · f5 pedone del bianco · h5 pedone del nero · a4 pedone del nero · d4 pedone del nero · e4 pedone del nero · h4 pedone del bianco · a3 pedone del bianco · h3 donna del bianco · d2 pedone del bianco | a7 cavallo del nero · b7 pedone del bianco · c7 pedone del bianco · d7 re del nero · e7 pedone del nero · b6 pedone del bianco · c6 pedone del nero · f6 pedone del nero · g6 re del bianco · c5 pedone del bianco · f5 pedone del bianco · h5 pedone del nero · a4 pedone del nero · d4 pedone del nero · e4 pedone del nero · h4 pedone del bianco · a3 pedone del bianco · h3 donna del bianco · d2 pedone del bianco | a7 cavallo del nero · b7 pedone del bianco · c7 pedone del bianco · d7 re del nero · e7 pedone del nero · b6 pedone del bianco · c6 pedone del nero · f6 pedone del nero · g6 re del bianco · c5 pedone del bianco · f5 pedone del bianco · h5 pedone del nero · a4 pedone del nero · d4 pedone del nero · e4 pedone del nero · h4 pedone del bianco · a3 pedone del bianco · h3 donna del bianco · d2 pedone del bianco | a7 cavallo del nero · b7 pedone del bianco · c7 pedone del bianco · d7 re del nero · e7 pedone del nero · b6 pedone del bianco · c6 pedone del nero · f6 pedone del nero · g6 re del bianco · c5 pedone del bianco · f5 pedone del bianco · h5 pedone del nero · a4 pedone del nero · d4 pedone del nero · e4 pedone del nero · h4 pedone del bianco · a3 pedone del bianco · h3 donna del bianco · d2 pedone del bianco | a7 cavallo del nero · b7 pedone del bianco · c7 pedone del bianco · d7 re del nero · e7 pedone del nero · b6 pedone del bianco · c6 pedone del nero · f6 pedone del nero · g6 re del bianco · c5 pedone del bianco · f5 pedone del bianco · h5 pedone del nero · a4 pedone del nero · d4 pedone del nero · e4 pedone del nero · h4 pedone del bianco · a3 pedone del bianco · h3 donna del bianco · d2 pedone del bianco | a7 cavallo del nero · b7 pedone del bianco · c7 pedone del bianco · d7 re del nero · e7 pedone del nero · b6 pedone del bianco · c6 pedone del nero · f6 pedone del nero · g6 re del bianco · c5 pedone del bianco · f5 pedone del bianco · h5 pedone del nero · a4 pedone del nero · d4 pedone del nero · e4 pedone del nero · h4 pedone del bianco · a3 pedone del bianco · h3 donna del bianco · d2 pedone del bianco | a7 cavallo del nero · b7 pedone del bianco · c7 pedone del bianco · d7 re del nero · e7 pedone del nero · b6 pedone del bianco · c6 pedone del nero · f6 pedone del nero · g6 re del bianco · c5 pedone del bianco · f5 pedone del bianco · h5 pedone del nero · a4 pedone del nero · d4 pedone del nero · e4 pedone del nero · h4 pedone del bianco · a3 pedone del bianco · h3 donna del bianco · d2 pedone del bianco | a7 cavallo del nero · b7 pedone del bianco · c7 pedone del bianco · d7 re del nero · e7 pedone del nero · b6 pedone del bianco · c6 pedone del nero · f6 pedone del nero · g6 re del bianco · c5 pedone del bianco · f5 pedone del bianco · h5 pedone del nero · a4 pedone del nero · d4 pedone del nero · e4 pedone del nero · h4 pedone del bianco · a3 pedone del bianco · h3 donna del bianco · d2 pedone del bianco | 2 |
| 1 | a7 cavallo del nero · b7 pedone del bianco · c7 pedone del bianco · d7 re del nero · e7 pedone del nero · b6 pedone del bianco · c6 pedone del nero · f6 pedone del nero · g6 re del bianco · c5 pedone del bianco · f5 pedone del bianco · h5 pedone del nero · a4 pedone del nero · d4 pedone del nero · e4 pedone del nero · h4 pedone del bianco · a3 pedone del bianco · h3 donna del bianco · d2 pedone del bianco | a7 cavallo del nero · b7 pedone del bianco · c7 pedone del bianco · d7 re del nero · e7 pedone del nero · b6 pedone del bianco · c6 pedone del nero · f6 pedone del nero · g6 re del bianco · c5 pedone del bianco · f5 pedone del bianco · h5 pedone del nero · a4 pedone del nero · d4 pedone del nero · e4 pedone del nero · h4 pedone del bianco · a3 pedone del bianco · h3 donna del bianco · d2 pedone del bianco | a7 cavallo del nero · b7 pedone del bianco · c7 pedone del bianco · d7 re del nero · e7 pedone del nero · b6 pedone del bianco · c6 pedone del nero · f6 pedone del nero · g6 re del bianco · c5 pedone del bianco · f5 pedone del bianco · h5 pedone del nero · a4 pedone del nero · d4 pedone del nero · e4 pedone del nero · h4 pedone del bianco · a3 pedone del bianco · h3 donna del bianco · d2 pedone del bianco | a7 cavallo del nero · b7 pedone del bianco · c7 pedone del bianco · d7 re del nero · e7 pedone del nero · b6 pedone del bianco · c6 pedone del nero · f6 pedone del nero · g6 re del bianco · c5 pedone del bianco · f5 pedone del bianco · h5 pedone del nero · a4 pedone del nero · d4 pedone del nero · e4 pedone del nero · h4 pedone del bianco · a3 pedone del bianco · h3 donna del bianco · d2 pedone del bianco | a7 cavallo del nero · b7 pedone del bianco · c7 pedone del bianco · d7 re del nero · e7 pedone del nero · b6 pedone del bianco · c6 pedone del nero · f6 pedone del nero · g6 re del bianco · c5 pedone del bianco · f5 pedone del bianco · h5 pedone del nero · a4 pedone del nero · d4 pedone del nero · e4 pedone del nero · h4 pedone del bianco · a3 pedone del bianco · h3 donna del bianco · d2 pedone del bianco | a7 cavallo del nero · b7 pedone del bianco · c7 pedone del bianco · d7 re del nero · e7 pedone del nero · b6 pedone del bianco · c6 pedone del nero · f6 pedone del nero · g6 re del bianco · c5 pedone del bianco · f5 pedone del bianco · h5 pedone del nero · a4 pedone del nero · d4 pedone del nero · e4 pedone del nero · h4 pedone del bianco · a3 pedone del bianco · h3 donna del bianco · d2 pedone del bianco | a7 cavallo del nero · b7 pedone del bianco · c7 pedone del bianco · d7 re del nero · e7 pedone del nero · b6 pedone del bianco · c6 pedone del nero · f6 pedone del nero · g6 re del bianco · c5 pedone del bianco · f5 pedone del bianco · h5 pedone del nero · a4 pedone del nero · d4 pedone del nero · e4 pedone del nero · h4 pedone del bianco · a3 pedone del bianco · h3 donna del bianco · d2 pedone del bianco | a7 cavallo del nero · b7 pedone del bianco · c7 pedone del bianco · d7 re del nero · e7 pedone del nero · b6 pedone del bianco · c6 pedone del nero · f6 pedone del nero · g6 re del bianco · c5 pedone del bianco · f5 pedone del bianco · h5 pedone del nero · a4 pedone del nero · d4 pedone del nero · e4 pedone del nero · h4 pedone del bianco · a3 pedone del bianco · h3 donna del bianco · d2 pedone del bianco | 1 |
|   | a | b | c | d | e | f | g | h |   |

Soluzione:
1. Dd3 !  (min. 2. Dd4+ Re8 3. Dd8#)
1... exd3  2. Rf7! Cb5  3. c8=D#

(2... Cc8  3. b8=C#)
1... Cb5  2. Dxb5! ...  3. c8=D#